# Triguères
Triguères ist eine französische Gemeinde mit 1267 Einwohnern (Stand 1. Januar 2022) im Département Loiret in der Region Centre-Val de Loire. Sie gehört zum Arrondissement Montargis.

## Geografie
Die Gemeinde Triguères im Osten des Départementes Loiret liegt an der Ouanne, einem Nebenfluss des Loing, der zur Seine entwässert. In größerem Rahmen gesehen befindet sich Triguères etwa auf halbem Weg zwischen den Städten Orléans und Auxerre und ca. 100 Kilometer südsüdöstlich von Paris.
Zu Triguères gehören die Ortsteile Les Raignaults, Les Grands Moreaux, Les Grands-Morteaux und Les Grands Salmons.
Nachbargemeinden von Triguères sind Chuelles im Norden, Courtenay und Montcorbon im Nordosten, Douchy im Osten, Fontenouilles im Südosten, Melleroy im Süden sowie Château-Renard im Westen.

## Bevölkerungsentwicklung
| Jahr                       | 1962 | 1968 | 1975 | 1982 | 1990 | 1999 | 2007 | 2018 |
| Einwohner                  | 1261 | 1219 | 1145 | 1086 | 1122 | 1152 | 1335 | 1288 |
| Quellen: Cassini und INSEE |      |      |      |      |      |      |      |      |

## Sehenswürdigkeiten
- Herrenhaus Grand Courtoiseau aus dem 18. Jahrhundert mit Park und Gärten (als Monument historique eingestuft)
- Kirche Saint-Martin mit ursprünglich aus dem 12. Jahrhundert stammendem Kirchenschiff inklusive Glockenturm, im 15. Jahrhundert wurden Schiff und Chor erneuert, die Fenster mit Glasmalereien verziert, als Monument historique eingestuft
- Statue der Schäferin Alpais in der Nähe des Bahnhofes (geboren 1155 nahe Sens, gestorben um 1210, heiliggesprochen 1874)

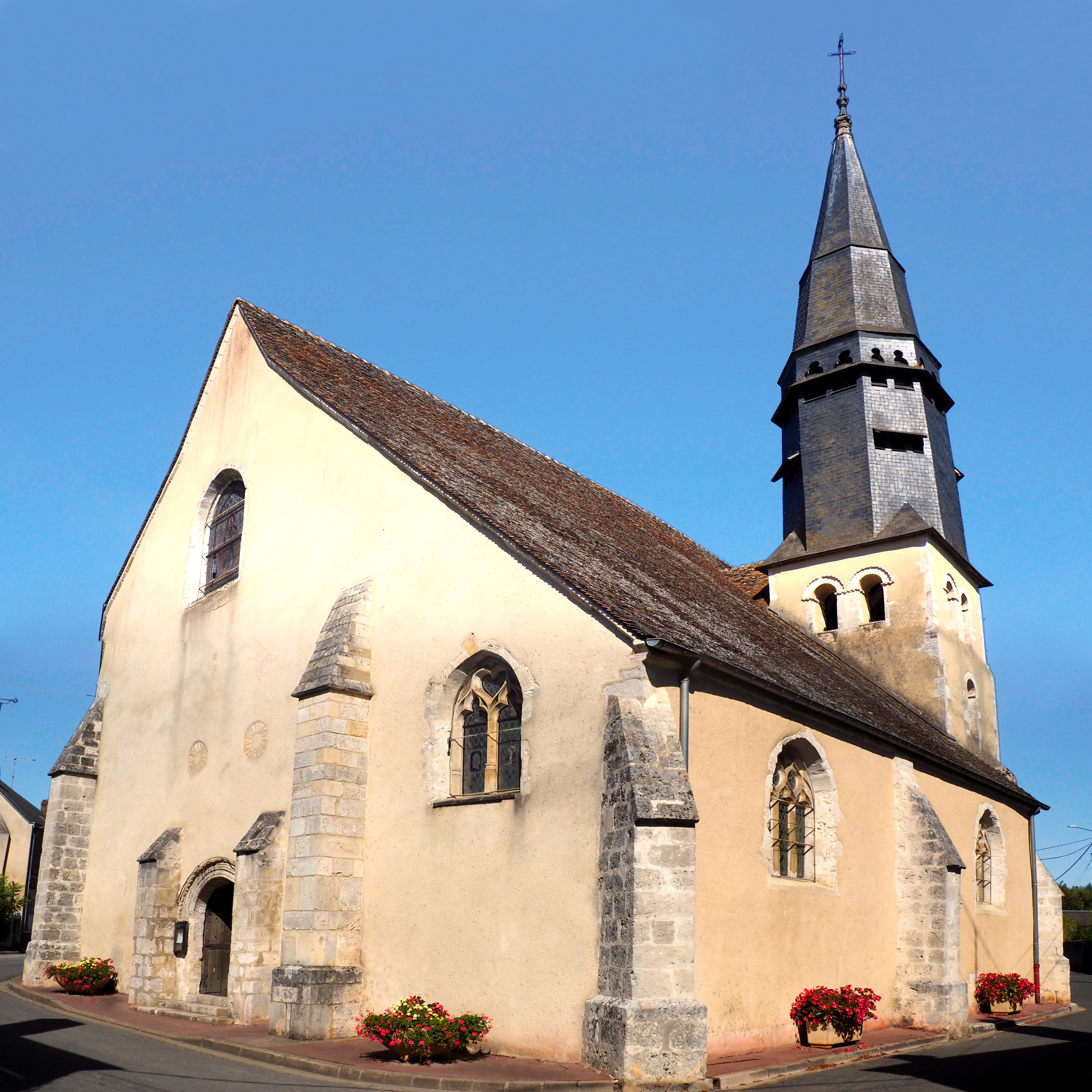
Kirche Saint-Martin